# Fleet (Hampshire)
Pour les articles homonymes, voir Fleet (homonymie).
Fleet est une ville d'Angleterre du comté du Hampshire, localisée à une soixantaine de kilomètres au sud-ouest de Londres. Elle fait partie du district de Hart et compte 31 687 habitants en 2007.